# Scandosorbus
Scandosorbus là một chi của các thực vật có hoa thuộc họ hoa hồng. Nó bao gồm hai loài cây bản địa của Bắc Âu.
- Scandosorbus intermedia (Ehrh.) Sennikov – Đan Mạch, Na Uy, Thụy Điển, Phần Lan, các quốc gia Baltic, Ba Lan và Đức
- Scandosorbus liljeforsii (T.C.G.Rich) Sennikov – tây nam Thụy Điển